# Leek (persoon)
Een leek is een persoon, die op een bepaald vak- of interessegebied of een op een bepaald vlak hoogstens enige belangstelling, kennis of vaardigheid heeft vanuit een beroep of hobby, maar niet vanuit een opleiding of studie.
Een leek is het tegenovergestelde van een expert, vakman, deskundige of specialist. Een deskundige op het ene gebied kan een leek zijn op een ander vakgebied.
De term leek is afgeleid van leek, voor een persoon in de rooms-katholieke en oosters-orthodoxe kerken die geen wijding heeft ontvangen.